# Ronde van de Toekomst 1971
De Ronde van de Toekomst 1971 (Frans: Tour de l'Avenir 1971) werd gehouden van 16 tot en met 26 september in Frankrijk.

## Etappe-overzicht
| etappe     | datum        | start      | finish        | afstand     | winnaar               | klassementsleider |
| ---------- | ------------ | ---------- | ------------- | ----------- | --------------------- | ----------------- |
| 1e         | 16 september | Albi       | Albi          | 7,6 km (it) | Zwitserland           | Josef Schmid      |
| 2e         | 17 september | Albi       | Albi          | 132,5 km    | Bruno Hubschmid       | Bruno Hubschmid   |
| 3e         | 18 september | Albi       | Mende         | 209 km      | Fedor den Hertog      | Fedor den Hertog  |
| 4e         | 19 september | Mende      | Lodève        | 178,5 km    | Jiri Háva             | Fedor den Hertog  |
| 5e         | 20 september | Lodève     | Orange        | 185,5 km    | Milos Hrazdira        | Fedor den Hertog  |
| 6e         | 21 september | Orange     | Digne         | 175 km      | Jo van Pol            | Fedor den Hertog  |
| 7e         | 22 september | Digne      | Briançon      | 190,5 km    | Régis Ovion           | Régis Ovion       |
| 8e         | 23 september | Briançon   | Montmélian    | 145 km      | Wolfgang Steinmayr    | Régis Ovion       |
| 9e         | 24 september | Montmélian | Annemasse     | 117,5 km    | Jean-Pierre Guitard   | Régis Ovion       |
| 10e        | 25 september | Pont       | Roanne        | 144 km      | Jaime Huelamo Huelamo | Régis Ovion       |
| 11e deel a | 26 september | Roanne     | Roanne        | 40 km (it)  | Régis Ovion           | Régis Ovion       |
| 11e deel b | 26 september | Roanne     | Saint-Étienne | 129,5 km    | Ivan Schmid           | Régis Ovion       |

## Eindklassementen

### Algemeen klassement
| rang | renner               | land        | tijd        |
| ---- | -------------------- | ----------- | ----------- |
| 1    | Régis Ovion          | Frankrijk   | 46u 17' 00" |
| 2    | Fedor den Hertog     | Nederland   | op 13' 25"  |
| 3    | Jiri Háva            | Tsjechië    | op 17' 34"  |
| 4    | Carlos Melero García | Spanje      | op 17' 36"  |
| 5    | Robert Thalmann      | Zwitserland | op 17' 52"  |
| 6    | Milos Hrazdira       | Tsjechië    | op 18' 50"  |
| 7    | Mathieu Pustjens     | Nederland   | op 21' 12"  |
| 8    | Marcel Duchemin      | Frankrijk   | op 23' 32"  |
| 9    | Wolfgang Steinmayr   | Oostenrijk  | op 24' 40"  |
| 10   | Alain Nogues         | Frankrijk   | op 23' 03"  |

### Puntenklassement
| rang | renner                | land        | punten |
| ---- | --------------------- | ----------- | ------ |
| 1    | Bruno Hubschmid       | Zwitserland | 120    |
| 2    | Jo van Pol            | Nederland   | 109    |
| 3    | Régis Ovion           | Frankrijk   | 104    |
| 4    | Mathieu Pustjens      | Nederland   | 78     |
| 5    | Jaime Huelamo Huelamo | Spanje      | 72     |

### Bergklassement
| rang | renner             | land       | punten |
| ---- | ------------------ | ---------- | ------ |
| 1    | Mathieu Pustjens   | Nederland  | 156    |
| 2    | Wolfgang Steinmayr | Oostenrijk | 147    |
| 3    | Régis Ovion        | Frankrijk  | 104    |
| 4    | Marcel Duchemin    | Frankrijk  | 49     |
| 5    | Carlos Melero      | Spanje     | 47     |

### Ploegenklassement
| rang | land        | tijd          |
| ---- | ----------- | ------------- |
| 1    | Frankrijk   | 138u 30' 08"  |
| 2    | Nederland   | op 9' 47"     |
| 3    | Zwitserland | op 40' 30"    |
| 4    | Spanje      | op 45' 56"    |
| 5    | Tsjechië    | op 1u 04' 32" |